# جيمس شويلر
جيمس شويلر (بالإنجليزية: James Schuyler)‏ هو شاعر أمريكي، ولد في 9 نوفمبر 1923 في شيكاغو في الولايات المتحدة، وتوفي في 12 أبريل 1991 في نيويورك في الولايات المتحدة بسبب سكتة.

## وصلات خارجية
- جيمس شويلر على موقع الموسوعة البريطانية (الإنجليزية)
- جيمس شويلر على موقع ميوزك برينز (الإنجليزية)
- جيمس شويلر على موقع إن إن دي بي (الإنجليزية)